# Municipio de Franconia (Minnesota)
El municipio de Franconia (en inglés: Franconia Township) es un municipio ubicado en el condado de Chisago en el estado estadounidense de Minnesota. En el año 2010 tenía una población de 1805 habitantes y una densidad poblacional de 21,84 personas por km².

## Geografía
El municipio de Franconia se encuentra ubicado en las coordenadas 45°20′32″N 92°45′30″O / 45.34222, -92.75833. Según la Oficina del Censo de los Estados Unidos, el municipio tiene una superficie total de 82.63 km², de la cual 78,08 km² corresponden a tierra firme y (5,5 %) 4,55 km² es agua.

## Demografía
Según el censo de 2010, había 1805 personas residiendo en el municipio de Franconia. La densidad de población era de 21,84 hab./km². De los 1805 habitantes, el municipio de Franconia estaba compuesto por el 97,17 % blancos, el 0,94 % eran afroamericanos, el 0,44 % eran amerindios, el 0,17 % eran asiáticos, el 0,06 % eran de otras razas y el 1,22 % eran de una mezcla de razas. Del total de la población el 1,22 % eran hispanos o latinos de cualquier raza.